# Victor Sieg

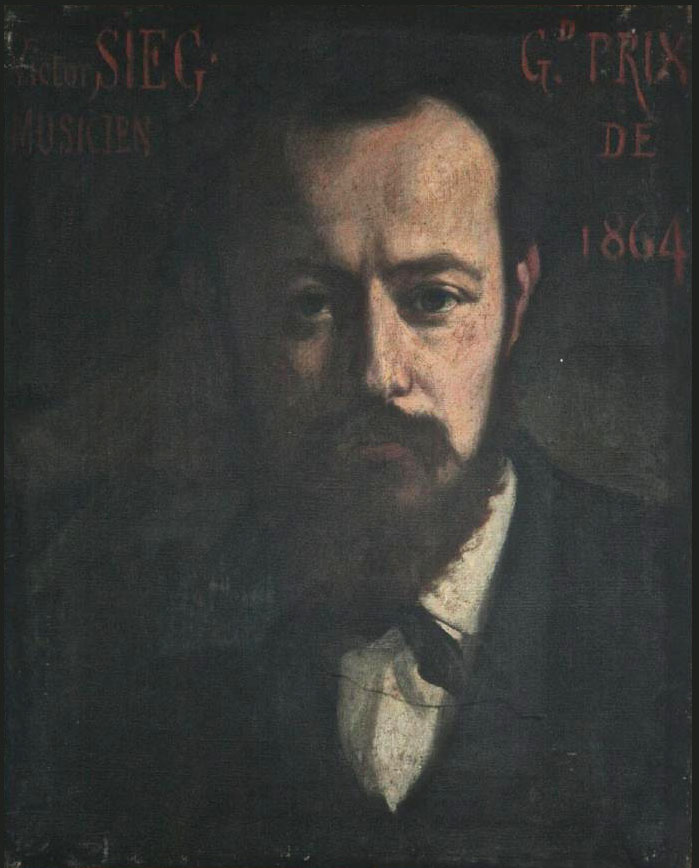

Charles-Victor Sieg (* 8. August 1837 in Turckheim; † 6. April 1899 in Colmar) war ein französischer Organist und Komponist.
Der Sohn des Organisten, Pianisten und Komponisten Constant Sieg studierte am Conservatoire de Paris Orgel bei François Benoist und Komposition bei Ambroise Thomas. Er erhielt zweite Preise in den Fächern Harmonielehre (1860) und Orgel (1863) und gewann 1864 den Premier Grand Prix de Rome mit der Kantate Ivanhoë nach einem Text von Victor Roussy, die im November des Jahres auch an der Pariser Oper aufgeführt wurde.
Im gleichen Jahr wurde er Organist an der großen Orgel der Kirche Notre Dame im Pariser Stadtteil Clignancourt. Die von dem Architekten Paul-Eugène Lequeux entworfene  Kirche war 1863 eingeweiht worden. Daneben war er auch Inspektor für den Gesangsunterricht an den öffentlichen Schulen von Paris.
Von Sieg sind einige Klavierwerke überliefert, darunter Trois Impromptus, eine Tarentelle  und ein Caprice-Valse.